# Steinkreise von Broughderg
Die Steinkreise von Broughderg (irisch Bruach Dearg) liegen etwa 3,8 km westlich der Kreise von Beaghmore und östlich des Court Tomb von Cloghmore in den Sperrin Mountains im County Tyrone in Nordirland. Sie zählen zu den Steinkreisen vom Mid-Ulster-Typ. 
In Broughderg gibt es zwei Steinkreise mit einem kleinen Cairn von etwa 3,0 m Durchmesser und einem etwa 1,5 m hohen Menhir zwischen ihnen im Nordwesten. Der Nordkreis besteht aus zehn und der Südkreis aus vierzehn erhaltenen Steinen. Aubrey Burl spricht von fünf (niedrigen) Kreisen in dieser unübersichtlichen Region.
Im Townland liegen auch zwei weitere Steinkreise, eine Steinkiste, ein Court Tomb und ein Portal Tomb.